# 伦茨堡
伦茨堡（德語：Rendsburg，發音：[ˈʁɛntsˌbʊʁk] ⓘ）是德国石勒苏益格-荷尔斯泰因州伦茨堡-埃肯弗德县的城市，也是伦茨堡-埃肯弗德县的县治，面积23.75平方千米，2023年12月31日人口为30,545人。

## 友好城市
伦茨堡与以下城市结为友好城市：
- 丹麦 奥尔堡（1976年）
- 荷蘭 阿尔梅勒（2014年）
- 爱沙尼亚 哈普萨卢（1989年）
- 瑞典 克里斯蒂安斯塔德（1992年）
- 英格兰 兰开斯特（1968年）
- 波蘭 拉齊布日縣（2004年）
- 德国 拉特诺（1990年）
- 挪威 希恩（1995年）
- 法國 维耶尔宗（1975年）